# Zay Flowers
(en) Statistiques sur pro-football-reference
Xavien Kevonn Flowers, dit Zay Flowers, né le 11 septembre 2000 à Fort Lauderdale (Floride), est un joueur professionnel de football américain. Il évolue au poste de wide receiver pour les Ravens de Baltimore au sein de la National Football League (NFL).
Après avoir joué au football universitaire pendant trois saisons pour les Eagles de Boston College évoluant dans la NCAA Division I FBS, il est sélectionné au 22e rang global de la draft 2023 de la NFL  par les Ravens de Baltimore.

## Biographie

### Jeunesse
Zay Flowers naît le 11 septembre 2000 à Fort Lauderdale, en Floride. Il fréquente le lycée Nova Southeastern University à Davie, en Floride. Il joue au basket-ball et au football américain avec l'équipe de son lycée, les Sharks.

### Carrière universitaire
Étudiant au Boston College, il joue avec les Eagles de Boston College de 2019 à 2022.

### Carrière professionnelle
Il est sélectionné par les Ravens de Baltimore, au 22e rang global, lors de la draft 2023 de la NFL.